# Volta à Catalunha de 1968
A Volta à Catalunha de 1968 foi a 48.ª edição da Volta à Catalunha. Disputou-se em 8 etapas de 8 a 15 de setembro de 1968 com um total de 1.438 km. O vencedor final foi o belga Eddy Merckx da equipa Faemino-Faema por adiante dos italianos Felice Gimondi e Giancarlo Ferretti, os dois do Salvarani.
A sexta etapa estava dividida em dois sectores. O segundo sector da sexta etapa, com final em Roses, era um contrarrelógio.

## Etapas
| Etapa | Data           | Cidades de etapa                   | km    | Vencedor da etapa | Líder da geral     |
| 1.ª   | 8 de setembro  | Tona - Vilafortuny (Cambrils)      | 187,0 | Guido Reybrouck   | Guido Reybrouck    |
| 2.ª   | 9 de setembro  | Vilafortuny (Cambrils) - Tárrega   | 208,0 | Eddy Merckx       | Eddy Merckx        |
| 3.ª   | 10 de setembro | Tárrega - Viella                   | 208,0 | Domingo Perurena  | Giancarlo Ferretti |
| 4.ª   | 11 de setembro | Valencia de Areo - Tremp           | 82,0  | Dino Zandegù      | Giancarlo Ferretti |
| 5.ª   | 12 de setembro | Tremp - Vich                       | 210,0 | Gabino Ereñozaga  | Felice Gimondi     |
| 6.ª A | 13 de setembro | Vich - Figueras                    | 152,0 | Roger Swerts      | Felice Gimondi     |
| 6.ª B | 13 de setembro | Figueras – Rosas (CRI)             | 45,0  | Eddy Merckx       | Eddy Merckx        |
| 7.ª   | 14 de setembro | Rosas - Caldetas                   | 177,0 | Francisco Gabica  | Eddy Merckx        |
| 8.ª   | 15 de setembro | San Vicente de Montalt - Barcelona | 169,0 | Ramón Mendiburu   | Eddy Merckx        |
| ----- | -------------- | ---------------------------------- | ----- | ----------------- | ------------------ |

### 1.ª etapa[2]
08-09-1968: Tona – Vilafortuny (Cambrils), 187,0:
|   | Ciclista        | Equipa                   | Tempo      |
| - | --------------- | ------------------------ | ---------- |
| 1 | Guido Reybrouck | Faemino-Faema            | 4h 43' 23" |
| 2 | Edward Sels     | Bic                      | m. t.      |
| 3 | José Samyn      | Pelforth-Sauvage-Lejeune | m. t.      |

|   | Ciclista        | Equipa                   | Tempo      |
| - | --------------- | ------------------------ | ---------- |
| 1 | Guido Reybrouck | Faemino-Faema            | 4h 43' 23" |
| 2 | Edward Sels     | Bic                      | m. t.      |
| 3 | José Samyn      | Pelforth-Sauvage-Lejeune | m. t.      |

### 2.ª etapa[3]
09-09-1968: Vilafortuny (Cambrils) – Tárrega, 208,0 km.:
|   | Ciclista           | Equipa        | Tempo      |
| - | ------------------ | ------------- | ---------- |
| 1 | Eddy Merckx        | Faemino-Faema | 5h 09' 15" |
| 2 | Felice Gimondi     | Salvarani     | m. t.      |
| 3 | Giancarlo Ferretti | Salvarani     | + 01"      |

|   | Ciclista           | Equipa        | Tempo      |
| - | ------------------ | ------------- | ---------- |
| 1 | Eddy Merckx        | Faemino-Faema | 9h 52' 28" |
| 2 | Felice Gimondi     | Salvarani     | m. t.      |
| 3 | Giancarlo Ferretti | Salvarani     | + 01"      |

### 3.ª etapa
10-09-1968: Tárrega – Viella, 208,0 km.:
|   | Ciclista           | Equipa    | Tempo      |
| - | ------------------ | --------- | ---------- |
| 1 | Domingo Perurena   | Fagor     | 6h 33' 03" |
| 2 | Dino Zandegù       | Salvarani | m. t.      |
| 3 | Giancarlo Ferretti | Salvarani | + 15"      |

|   | Ciclista           | Equipa        | Tempo       |
| - | ------------------ | ------------- | ----------- |
| 1 | Giancarlo Ferretti | Salvarani     | 16h 25' 47" |
| 2 | Felice Gimondi     | Salvarani     | + 03"       |
| 3 | Eddy Merckx        | Faemino-Faema | + 06"       |

### 4.ª etapa[4]
11-09-1968: Valência de Areo - Tremp, 82,0 km.:
|   | Ciclista     | Equipa        | Tempo      |
| - | ------------ | ------------- | ---------- |
| 1 | Dino Zandegù | Salvarani     | 1h 57' 57" |
| 2 | Eddy Merckx  | Faemino-Faema | m. t.      |
| 3 | Edward Sels  | Bic           | m. t.      |

|   | Ciclista           | Equipa        | Tempo       |
| - | ------------------ | ------------- | ----------- |
| 1 | Giancarlo Ferretti | Salvarani     | 18h 23' 47" |
| 2 | Eddy Merckx        | Faemino-Faema | + 03"       |
| 3 | Felice Gimondi     | Salvarani     | m. t.       |

### 5.ª etapa[5]
12-09-1968: Tremp - Vich, 210,0 km. :
|   | Ciclista               | Equipa        | Tempo      |
| - | ---------------------- | ------------- | ---------- |
| 1 | Gabino Ereñozaga       | Ferrys        | 5h 32' 02" |
| 2 | Ramón Mendiburu        | Fagor         | + 56"      |
| 3 | Martin Van Den Bossche | Faemino-Faema | m. t.      |

|   | Ciclista           | Equipa        | Tempo       |
| - | ------------------ | ------------- | ----------- |
| 1 | Felice Gimondi     | Salvarani     | 23h 57' 24" |
| 2 | Giancarlo Ferretti | Salvarani     | + 02"       |
| 3 | Eddy Merckx        | Faemino-Faema | + 05"       |

### 6.ª etapa A[6]
13-09-1968: Vich - Figueras, 152,0 km. :
| Resultado da 6.ª etapa A \| \| Ciclista \| Equipa \| Tempo \| \| - \| -------------------- \| ------------- \| ---------- \| \| 1 \| Roger Swerts \| Faemino-Faema \| 3h 34' 16" \| \| 2 \| Domingo Perurena \| Fagor \| + 03" \| \| 3 \| José Ramón Goyeneche \| Karpy \| m. t. \| |                      |               |            |
| | Ciclista             | Equipa        | Tempo      |
| 1 | Roger Swerts         | Faemino-Faema | 3h 34' 16" |
| 2 | Domingo Perurena     | Fagor         | + 03"      |
| 3 | José Ramón Goyeneche | Karpy         | m. t.      |

### 6a etapa B
13-09-1968: Figueras – Rosas, 45,0 km. (CRI):
|   | Ciclista           | Equipa        | Tempo    |
| - | ------------------ | ------------- | -------- |
| 1 | Eddy Merckx        | Faemino-Faema | 58' 48"  |
| 2 | Felice Gimondi     | Salvarani     | + 38"    |
| 3 | Giancarlo Ferretti | Salvarani     | + 3' 54" |

|   | Ciclista           | Equipa        | Tempo       |
| - | ------------------ | ------------- | ----------- |
| 1 | Eddy Merckx        | Faemino-Faema | 28h 30' 36" |
| 2 | Felice Gimondi     | Salvarani     | + 33"       |
| 3 | Giancarlo Ferretti | Salvarani     | + 3' 51"    |

### 7.ª etapa[7]
14-09-1968: Rosas - Caldetas, 177,0:
|   | Ciclista         | Equipa                   | Tempo      |
| - | ---------------- | ------------------------ | ---------- |
| 1 | Francisco Gabica | Fagor                    | 4h 43' 25" |
| 2 | Roger Swerts     | Faemino-Faema            | + 1' 55"   |
| 3 | José Catieu      | Pelforth-Sauvage-Lejeune | m. t.      |

|   | Ciclista           | Equipa        | Tempo       |
| - | ------------------ | ------------- | ----------- |
| 1 | Eddy Merckx        | Faemino-Faema | 33h 17' 08" |
| 2 | Felice Gimondi     | Salvarani     | + 33"       |
| 3 | Giancarlo Ferretti | Salvarani     | + 3' 51"    |

### 8.ª etapa[8]
15-09-1968: San Vicente de Montalt - Barcelona, 169,0 km.:
|   | Ciclista        | Equipa    | Tempo      |
| - | --------------- | --------- | ---------- |
| 1 | Ramón Mendiburu | Fagor     | 4h 35' 49" |
| 2 | Manuel Mesa     | Karpy     | m. t.      |
| 3 | Jesús Aranzábal | Promessas | m. t.      |

|   | Ciclista           | Equipa        | Tempo       |
| - | ------------------ | ------------- | ----------- |
| 1 | Eddy Merckx        | Faemino-Faema | 37h 57' 23" |
| 2 | Felice Gimondi     | Salvarani     | + 33"       |
| 3 | Giancarlo Ferretti | Salvarani     | + 3' 51"    |

## Classificação Geral
|    | Ciclista           | Equipa        | Tempo       |
| -- | ------------------ | ------------- | ----------- |
|    | Eddy Merckx        | Faemino-Faema | 37h 57' 23" |
| 2  | Felice Gimondi     | Salvarani     | + 33"       |
| 3  | Giancarlo Ferretti | Salvarani     | + 3' 51"    |
| 4  | Luis Ocaña         | Fagor         | + 4' 19"    |
| 5  | Domingo Perurena   | Fagor         | + 6' 07"    |
| 6  | Manuel Galera      | Fagor         | + 6' 16"    |
| 7  | Joaquín Galera     | Fagor         | + 6' 31"    |
| 8  | Eduardo Castelló   | Ferrys        | + 6' 54"    |
| 9  | Ángel Ibáñez       | Ferrys        | + 7' 29"    |
| 10 | Lino Carletto      | Salvarani     | + 7' 30"    |

## Classificações secundárias
|   | Ciclista       | Equipa    | Pontos    |
| - | -------------- | --------- | --------- |
| 1 | Joaquín Galera | Fagor     | 38 pontos |
| 2 | Manuel Galera  | Fagor     | 28 pontos |
| 3 | Felice Gimondi | Salvarani | 22 pontos |

|   | Ciclista         | Equipa | Pontos    |
| - | ---------------- | ------ | --------- |
| 1 | Jordi Mariné     | Fagor  | 17 pontos |
| 2 | Domingo Perurena | Fagor  | 12 pontos |
| 3 | Gabino Ereñozaga | Ferrys | 7 pontos  |

|   | Ciclista         | Equipa        | Pontos      |
| - | ---------------- | ------------- | ----------- |
| 1 | Domingo Perurena | Fagor         | 35,0 pontos |
| 2 | Dino Zandegù     | Salvarani     | 34,5 pontos |
| 3 | Eddy Merckx      | Faemino-Faema | 29,0 pontos |

|   | Equipa        | Nacionalidade | Tempo        |
| - | ------------- | ------------- | ------------ |
| 1 | Fagor         | Espanha       | 152h 12' 45" |
| 2 | Salvarani     | Itália        | + 1' 36"     |
| 3 | Faemino-Faema | Itália        | + 5' 15"     |